# Mordellistena abessinica
Mordellistena abessinica es una especie de coleóptero de la familia Mordellidae.

## Distribución geográfica
Habita en Abisinia.